# Las Águilas Panamericanas de Oro
Águilas Panamericanas de Oro fue una banda experimental e improvisatoria originaria de San Miguel de Tucumán, Argentina, activa entre 2002 y 2005. Liderada por Mariano García y Patricio García, exvocalista de Los Chicles, la agrupación destacó por sus presentaciones en vivo que combinaban elementos de noise, electrónica y performances teatrales.

## Historia
La banda se formó a finales de 2002 con un enfoque en la música improvisada y la experimentación sonora. Además de Mariano y Patricio García, contó con músicos como Juan Pablo Manson, Luis de la Bárcena, Exequiel Jiménez y Qoqi Méndez.
Durante sus shows, que ocurrían aproximadamente una vez al año, Águilas Panamericanas de Oro realizaba sets que podían extenderse hasta una hora y media de ruido experimental y electrónica, a menudo incorporando versiones de artistas como Elvis Presley y Stephin Merritt. Su estilo incluía el uso de samplers, sintetizadores, guitarras, clarinetes, teclados y bandejas de DJ.

## Estilo y Presentaciones
El grupo combinaba la improvisación con una puesta en escena teatral, destacándose por la intensidad y duración de sus performances. Su música podía definirse dentro del noise y la electrónica experimental, con una marcada ausencia de grabaciones oficiales, lo que contribuyó a su carácter underground.

## Legado
Águilas Panamericanas de Oro es recordada como una propuesta innovadora dentro de la escena musical de Tucumán durante principios de los años 2000, aunque no dejó discos oficiales ni registros masivos, su influencia permanece en el ámbito local de la música experimental.